# Ratkaj
Ratkaj (mađ. Rattkay) je hrvatska plemićka obitelj, podrijetlom iz sjeverne Ugarske iz mjesta Ratkha na rječici Sajo, po kojem se sukladno toponimu posjeda i prozvala «de Ratkha», a ubrzo potom i «Rattkay».

## Povijest
U Ugarskoj se oko 1400. spominju Benedikt de Rathka i njegovi sinovi. Na hrvatskom teritoriju obitelj se prvi put spominje početkom 16. stoljeća kada je Pavao I. de Rathka (Rattkay) († 1503.) služio je kao kapetan četa u vojnim postrojbama bana i slavonskog hercega Ivaniša Korvina. U znak zahvalnosti za odanost, vojne zasluge, ali i u ime novčana duga dobio je 1502. godine prostrani posjed u Hrvatskom zagorju. Na dodijeljenom posjedu grade novo obiteljsko središte u Hrvatskoj – Veliki Tabor. Pavao je tako postavio temelje obiteljske prisutnosti u Kraljevinama Hrvatskoj i Slavoniji i postao rodonačelnik hrvatskih Rattkaya koji su dali mnoga zaslužna imena. Njegova braća i nasljednici Ladislav († 1530.) i Benedikt († 1520.) proširili su posjede na Klenovec i Mali Tabor, a ženidbenim vezama dobili su dio susedgradsko-stubičkog vlastelinstva.
Ladislavov sin Pavao II. († 1556.) bio je hrvatski podban 1538. – 1539., podžupan Križevačke i Varaždinske županije i plemićki sudac Varaždinske županije. Istaknuo se u borbi protiv Osmanlija kraj Veszprema 1549. i Babocse 1556. godine. Njegovim sinovima Pavlu III. († o. 1578.) i Petru II. († 1586.) kralj Ferdinand I. podijelio je 1559. barunski naslov.
Godine 1578. kralj Rudolf II. potvrdio je Petru II. plemstvo i grb zbog zasluga u borbi protiv Turaka koje je ostvario kao kapetan u Vojnoj krajini. Njegovi sinovi utemeljili su dvije loze obitelji Ratkaj od kojih je jedna izumrla oko 1689. smrću pavlina Pavla V. Antuna.
Druga je loza 1687. stekla grofovsku titulu čime se obitelj uzdignula u najviši rang hrvatskog plemstva. Ova linija, s kojom je nestala obitelj Ratkaj, izumrla je 1793. s Josipom Ivanom.